# Eric Maskin

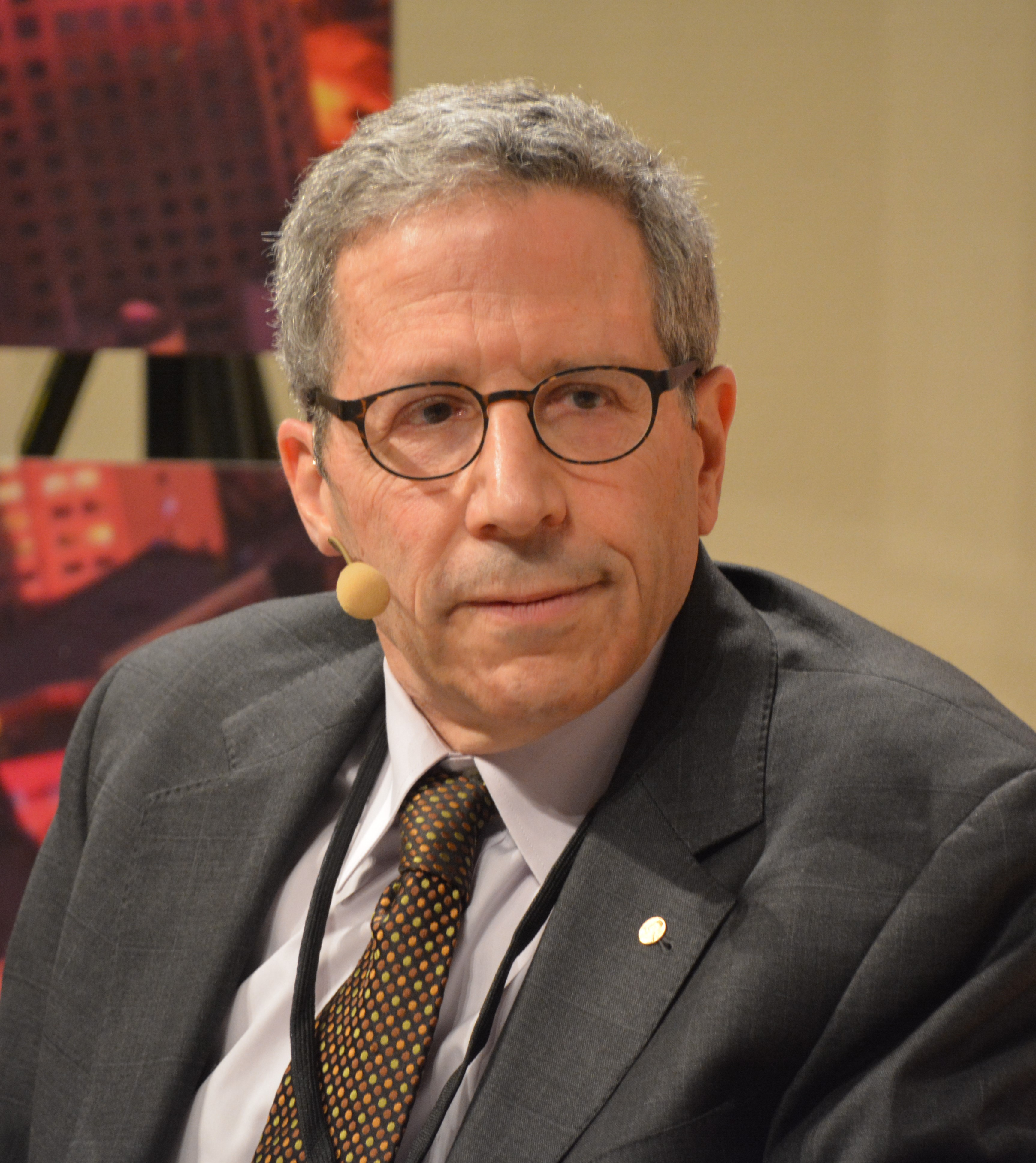
Eric Maskin

Eric Stark Maskin, född 12 december 1950 i New York i New York, är en amerikansk nationalekonom som tilldelades Sveriges Riksbanks pris i ekonomisk vetenskap till Alfred Nobels minne 2007 för att ha "lagt grunden till teorin för allokeringsmekanismer", tillsammans med Leonid Hurwicz och Roger Myerson.
Maskin tog sin doktorsgrad vid Harvard University och blev 1976 anställd vid University of Cambridge som forskare vid Jesus College. År 1980 blev han assisterande professor vid MIT och stannade där i flera år.
Han har arbetat i flera fält inom ekonomisk teori, exempelvis spelteori. Han är speciellt känd för sina avhandlingar inom mekanismdesign.